# Brachypelus obesus
Brachypelus obesus – gatunek chrząszcza z rodziny biegaczowatych, podrodziny Scritinae i plemienia Clivini.

## Opis
Ciało długości od 5 do 7 mm. Labrum o 6 szczecinkach. Rzędy (striae) pokryw głębokie, a międzyrzędy uwypuklające się ku wierzchołkowi. Oczy bardzo rozszerzone, prawie dwukrotnie szersze niż szerokość 2 członu czułków. Paramery aedeagusa o dwóch szczecinkach na każdej.

## Występowanie
Gatunek ten jest endemitem Madagaskaru, gdzie znany jest z północno-wschodniej części kraju.